# Mijazaki Cutomu
Mijazaki Cutomu (宮﨑 勤; Hepburn:  Miyazaki Tsutomu; 1962. augusztus 21. - 2008. június 17.) japán sorozatgyilkos, aki 1988 augusztusa és 1989 júniusa között négy gyereket gyilkolt meg Tokióban és Szaitama prefektúrában. A japán média „otaku gyilkosnak” nevezte.
Mijazaki 4 és 7 év közötti lányokat rabolt el majd az autójában megölte, feldarabolta és szexuálisan molesztálta a holttestüket. Emellett nekrofil és kannibál is volt, áldozatai testrészeit trófeaként őrizte meg, és gúnyolódott azok családjain.
1989 júliusában letartóztatták Hacsiódzsiban, miután tetten érték, hogy meztelen fotókat készített egy fiatal lányról.  Többszörös személyiségzavart diagnosztizáltak nála, de megállapították, hogy az elkövetéskor beszámítható volt és tisztában van a bűneivel és azok következményeivel.
1997-ben kötél általi halálra ítélték, és 2008-ban végezték ki.
Mijazaki kiterjedt pornográf és horrorvideokazetta-gyűjteményét a média tévesen úgy állította be, hogy elsősorban anime és manga volt, ami széleskörű morális pánikot váltott ki Japánban az otakuval szemben.

## Fiatalkora
Mijazaki Cutomu 1962. augusztus 21-én született a tokiói Icukaicsiben, gazdag család legidősebb gyermekeként. Koraszülöttként jött világra, és egy ritka születési rendellenességben szenvedett, ami miatt a kézízületei összenőttek, így nem tudta felfelé hajlítani a csuklóját.
Családja egy helyi lapkiadó céget működtetett, és jól ismerték őket a településen, ahol nagyapja és dédapja a városi tanácsban szolgált. Mivel szülei a munkájuk miatt elfoglaltak voltak, Mijazakit főként a nagyapja és egy értelmi fogyatékos férfi nevelte, akit a család dadaként alkalmazott. Mikor általános iskolába járt, testi hibája miatt gyakran kiközösítették, ezért zárkózottá vált. A Meidai Nakano középiskolába járt Nakanóban, a Meidzsi Egyetemhez kapcsolódó rangos középiskolába, és jó tanuló volt, amíg a jegyei drámaian romlani nem kezdtek. Mijazaki az osztályában 56-ból a 40. helyen végzett, így nem vették fel a Meidzsi Egyetemre, ami a középiskola diákjai számára általában adott lehetőség volt.
Ahelyett, hogy angolul tanult volna, és tanárnak készült volna, ahogy eredetileg tervezte, egy helyi főiskolára járt, és fotótechnikusnak tanult.
A nyolcvanas évek közepén visszaköltözött a szülei házába, ahol nővérével közösen lakott egy szobában. Bár családja nagy befolyással bírt Icukaicsiben, nem akarta átvenni apja nyomdáját. Letartóztatása után azt mondta, hogy amire igazán vágyott, az az volt, hogy „meghallgassák a problémáit”, de úgy vélte, hogy szülei, akik inkább az anyagiakkal, mint az érzelmekkel törődtek, „nem hallgatták volna meg, és nem foglalkoztak volna vele”. Ugyanebben a vallomásában elmondta, hogy életének ebben az időszakában már az öngyilkosságot fontolgatta.
Úgy érezte, hogy csak a nagyapjától számíthatott támogatásra, akihez közel állt, két fiatalabb lánytestvére pedig elutasította. 1988 májusában Mijazaki nagyapja meghalt, ami csak tovább mélyítette depresszióját és még jobban elszigetelődött.
Mijazaki, hogy „valamit megőrizzen belőle”, megette nagyapja hamvainak egy részét. Néhány héttel később az egyik nővére rajtakapta, hogy őt figyeli, miközben zuhanyozik, és megtámadta, amikor a nővére felszólította, hogy távozzon. Amikor édesanyja tudomást szerzett az esetről, és követelte, hogy a videózás helyett inkább a munkájára összpontosítson, őt is megtámadta.

## Gyilkosságok
1988 augusztusa és 1989 júniusa között Miyazaki meggyilkolt és megcsonkított négy 4 és 7 év közötti lányt, majd holttestüket szexuálisan molesztálta. Az egyik áldozat vérét megitta, és a kezének egy részét megette. Ezeket a bűncselekményeket - amelyeket Miyazaki elfogása előtt "kislánygyilkosságoknak", majd később a tokiói/saitamai kislányok sorozatos elrablásának (東京・埼玉連続幼女誘拐殺人事件, Tōkyō Saitama renzoku yōjo yūkai satsujin jiken) neveztek el. - sokkolták Saitama prefektúrát, ahol korábban nem volt számottevő a gyermekek ellen elkövetett bűnesetek száma.
1988. augusztus 22-én, egy nappal Miyazaki 26. születésnapja után, eltűnt Mari Konno, egy 4 éves kislány, miközben egy barátjánál játszott. A hiábavaló keresés után Konno apja értesítette a rendőrséget.
Miyazaki becsalta Konnót a fekete Nissan Langley-jébe, majd Tokiótól nyugatra indult, és az autót egy híd alatt, egy erdős területen parkolta le. Ott fél órán át ült Konno mellett, mielőtt meggyilkolta, majd molesztálta a holttestét. A holttestet az otthona melletti dombok között dobta ki, a ruháival együtt távozott, majd hagyta, hogy a test bomlásnak induljon, mielőtt visszatért volna, hogy eltávolítsa a kezeit és a lábait, amelyeket később a szekrényében tárolt. Konno megmaradt csontjait Miyazaki elégette a kemencében, porrá őrölte, és egy dobozban elküldte a családjának, néhány fogával, a ruháiról készült fotókkal és egy képeslappal együtt, amelyen ez állt: 「真理さん、骨、火葬、調査して、証明して」. ("Mari. Elhamvasztva. Csontok. Vizsgálják meg. Bizonyítsák.") Konno kezeit és lábait Miyazaki szekrényében találták meg, miután majdnem egy évvel később letartóztatták.
1988. október 3-án Miyazaki elrabolta a 7 éves Masami Yoshizawa-t, amikor egy vidéki úton haladva meglátta őt. Felajánlotta Yoshizawának, hogy elviszi, amit a lány elfogadott, majd ugyanarra a helyre vitte, ahol Konnót megölte. Miyazaki megölte Yoshizawa-t, közösült a holttestével, és magával vitte a ruháit, amikor távozott.
1988. december 12-én, két hónappal később Miyazaki elrabolta a 4 éves Erika Namba-t, aki éppen hazafelé tartott egy barátja házából. Miyazaki az autójába kényszerítette, és egy naguri parkolóba hajtott vele, ahol a hátsó ülésen arra kényszerítette, hogy vegye le a ruháit, és fényképezni kezdte. Miyazaki ezután megölte Nambát, kezeit és lábait a háta mögött összekötözte, betakarta egy lepedővel, és a holttestét az autója csomagtartójába tette. Namba ruháit egy erdős területen kidobta, a holttestet pedig a szomszédos parkolóban hagyta, ahol három nappal később megtalálták. December 20-án Namba családja kapott egy képeslapot, amelyet Miyazaki küldött egy magazinokból kivágott szavakból összeállított üzenettel: 「絵梨香、かぜ、せき、のど、楽、死 」 ("Erika. Megfázás. Köhögés. Torok. Pihenés. Halál.").
1989. június 6-án Miyazaki meggyőzte az 5 éves Ayako Nomotót, hogy engedje meg neki, hogy képeket készítsen róla. Ezután Nomotót az autójába csalta, ahol megölte, holttestét lepedővel takarta le, és a csomagtartójába tette. Miyazaki bevitte a holttestet a lakásába, és a következő két napot azzal töltötte, hogy többször is meggyalázta, fényképeket és videókat készített róla különböző pozíciókban.  Amikor Nomoto holtteste oszlásnak indult, Miyazaki feldarabolta, a felsőtestét egy temetőben, a fejét pedig a közeli hegyekben hagyta. Miyazaki megtartotta a kezét, ivott a véréből. Attól tartva, hogy a rendőrség megtalálja Nomoto testrészeit, Miyazaki két héttel később visszatért a temetőbe és a hegyekbe, és visszavitte a maradványokat a lakásába, ahol elrejtette őket a szekrényében.
Áldozatai családjának, gyakorta leveleket küldött, emlékeztetve gyilkosságainak részleteire. A rendőrség megállapította, hogy az áldozatok családjaiban még valami közös volt: mindegyik csendes, kellemetlen telefonhívásokat kapott. Mijazaki egy szót sem szólt a telefonba, ehelyett egyszerűen csak erősen lélegzett. Ha nem válaszoltak a hívásaira, akkor ismételten felhívta őket, olykor 20 percig csengett a telefonjuk.

## Letartóztatás
1989. július 23-án Miyazaki meglátott két lánytestvért játszani egy hacsiōji parkban, és a fiatalabbik lánytestvért elcsalta az idősebbtől. Éppen fényképeket készített a kisebbik lányról, akit rábeszélt, hogy vetkőzzön meztelenre, amikor az apjuk tetten érte, és rátámadt Miyazakira, de a menekülésben nem tudta megfékezni.
Miután gyalog elmenekült, később végül visszatért a parkba, hogy elvigye az autóját, de addigra az apa hívására kiérkező rendőrök már ott voltak és letartóztatták. Miyazaki kétszobás bungalójának átkutatásakor 5763 videokazetta került elő, amelyek közül néhány anime- és slasherfilmeket tartalmazott (később a bűntetteinek indoklásaként említették). Közöttük áldozatairól készült videofelvételeket és képeket is találtak. Állítása szerint rajongott a horrorfilmekért is, amelyekből gyűjteménye is volt. Miyazaki, aki a tárgyalása alatt megőrizte örökké nyugodt és összeszedett viselkedését, közömbösnek tűnt az elfogása iránt.

## Morális pánik
Miyazaki letartóztatása és bűntetteinek közzététele ahhoz vezetett, hogy a japán média az otaku-kultúrára utalva "otaku gyilkosnak" nevezte el. Gyilkosságai hatalmas pánikot keltettek az otakukkal szemben, és azt feltételezték, hogy az anime és a horrorfilmek tették őt gyilkossá. Különböző újságok azt állították, hogy Miyazaki elhanyagolt neveltetése miatt menekült a manga fantáziavilágába. Keigo Okonogi, a Tokiói Nemzetközi Egyetem pszichoanalitikusa a Shūkan Postnak azt mondta:
„A veszély, hogy egy egész generációnyi fiatal nem is tapasztalja az elsődleges két - vagy három irányú kapcsolatot maguk valamint az anya-apa között, és akik nem tudnak különbséget tenni a videók, a mangák fantáziavilága és a valóság között, jelenleg nagyon magas.”
Ezeket a jelentéseket azonban vitatták. Eiji Ōtsuka Miyazaki bűncselekményeiről szóló könyvében azzal érvelt, hogy a férfi pornográf gyűjteményét valószínűleg egy fotós egészítette ki vagy módosította, hogy kiemelje ezzel Miyazaki perverzitását. Egy másik kritikus, Fumiya Ichihashi azt gyanította, hogy a nyilvánosságra hozott információk a közvélemény otakuval kapcsolatos sztereotípiáira és félelmeire játszottak rá, mivel a rendőrség tudta, hogy ezek segítenek majd megszilárdítani az ítéletet. Sharon Kinsella azt állítja, hogy a nagy manga- és videógyűjtemények jellemzőek voltak a Tokió környékén élő fiatalok körében abban az időben.

## Tárgyalása és kivégzése
Miyazaki pere 1990. március 30-án kezdődött, ami alatt gyakran értelmetlenül beszélt, tetteiért egy bizonyos "Patkányembert" hibáztatott, amit alteregójának tekint, aki állítása szerint gyilkosságra kényszerítette. A tárgyalás alatt sok időt töltött azzal, hogy karikatúra formájában megrajzolja a "Patkányembert".
1994-ben Miyazaki apja nem volt hajlandó fizetni fia jogi védelmét, és öngyilkos lett.
A hét évig tartó per középpontjában Miyazaki mentális állapota állt a gyilkosságok idején. A japán törvények szerint a beszámíthatatlan emberek nem büntethetők, a gyengeelméjűek pedig csökkentett büntetésre jogosultak. A bíróság által kirendelt pszichiáter szakértők három csoportja eltérő következtetésekre jutott Miyazaki azon képességét illetően, hogy meg tudja-e különböztetni a jót a rossztól. Két csoport gyengeelméjűnek minősítette - az egyik csoport skizofréniára, a másik pedig többszörös személyiségzavarra hivatkozott. Egy harmadik csoport úgy találta, hogy bár Miyazaki személyiségzavarban szenvedett, mégis képes volt felmérni tettei súlyosságát és következményeit.
A tokiói kerületi bíróság úgy ítélte meg, hogy Miyazaki tudatában volt bűnei súlyának és következményeinek, és ezért kétségtelenül felelősségre vonható. 1997. április 14-én halálra ítélték. Halálos ítéletét 2001. június 28-án a Tokiói Legfelsőbb Bíróság, majd később 2006. január 17-én pedig a Legfelsőbb Bíróság is helybenhagyta.
Miyazaki a sorozatgyilkosságait "jóindulatú cselekedetnek" nevezte. A gyermekgyilkos Kaoru Kobayashi úgy jellemezte magát, mint "a következő Tsutomu Miyazaki vagy Mamoru Takuma." Miyazaki azonban kijelentette: "Nem engedem meg neki, hogy "a második Tsutomu Miyazakinak" nevezze magát, amikor még pszichiátriai vizsgálaton sem esett át." 
Kunio Hatoyama igazságügyi miniszter 2008. június 17-én írta alá Miyazaki halálos ítéletét, és még aznap felakasztották a tokiói fogházban. Ryūzō Saki író azt mondta: "A pere hosszú volt", és hogy "nem volt hajlandó kritizálni Hatoyamát".

## Áldozatai
1. Konno Mari (今野真理; Hepburn: Konno Mari?): 4 éves
2. Josizava Maszami (吉沢正美; Hepburn: Yoshizawa Masami?): 7 éves
3. Namba Erika (難波絵梨香; Hepburn: Namba Erika?): 4 éves
4. Nomoto Ajako (野本綾子; Hepburn: Nomoto Ayako?): 5 éves

## Fordítás
- Ez a szócikk részben vagy egészben  a   Tsutomu Miyazaki című angol Wikipédia-szócikk ezen változatának fordításán alapul.  Az eredeti cikk szerkesztőit annak laptörténete sorolja fel. Ez a jelzés csupán a megfogalmazás eredetét és a szerzői jogokat jelzi, nem szolgál a cikkben szereplő információk forrásmegjelöléseként.